# GoldenDict
GoldenDict est un logiciel libre permettant de consulter des dictionnaires hors ligne et en ligne, ainsi que de faire des traductions automatiques en ligne de mot ou de phrases. Il est distribué sous licence GNU GPL et disponible pour Linux, Windows et Android.

## Fonctionnalités
- Support de multiples formats de dictionnaires : 
  - Babylon, fichiers .BGL
  - StarDict, fichiers .ifo/.dict./.idx/.syn
  - Dictd .index/.dict(.dz)
  - ABBYY Lingvo, fichiers sources .dsl
  - ABBYY Lingvo .lsa/.dat
  - Lingoes (GoldenDict version pour l'OS Android uniquement), fichiers .ld2.
- Utilise WebKit pour améliorer la présentation
- Recherches dans Wikipédia, Wiktionnaire, et tout autre site basé sur MediaWiki
- Capable d’afficher, d’interroger tout site web dont le formulaire de recherche utilise la méthode GET (autrement dit, dont les paramètres de recherche sont transmis dans l’URL)
- Traduire des textes longs (par exemple en ajoutant ce paramétrage dans GoldenDict : http://fr.babelfish.yahoo.com/translate_txt?trtext=%GDWORD%&lp=fr_en)
- Suggestion de mots basés sur la phonétique
- Écouter la prononciation des mots
- Possibilité de saisir les mots sans accent, ponctuation ou espaces
- Écran popup de scan des mots de n'importe quelle application
- Traduction de mot du presse-papier
- Plateformes Linux/X11 et Windows, et portabilité vers d'autres plateformes comme android

Les écrans du logiciels sont disponibles en français.

## Dictionnaires GoldenDict et installation
GoldenDict ne comporte à la base aucun dictionnaire. Il faut les installer soi-même, de nombreux sont disponibles sur le site du logiciel Stardict. Il peut également lire des articles encyclopédiques comme ceux de Wikipédia.
En plus de nombreux dictionnaires bilingues, moins complets que ceux des grandes maisons d'édition, GoldenDict peut faire fonctionner différents dictionnaires libres ou du domaine public, dont voici quelques exemples :
- les Wiktionnaires de Wikimédia
- le Littré
- le dictionnaire de l'académie française (7e édition, 1835 et 8e édition, 1935)
- De nombreux dictionnaires chinois ainsi que des dictionnaires langues européennes-chinois
- le dictionnaire Webster de 1913
- WordNet
- Un treedict principalement utile pour le chinois (jargons, numéros utiles, recherche des caractères par clés ou prononciation)

Pour installer un dictionnaire sous Windows, il faut l'enregistrer, par exemple dans le répertoire d'installation de GoldenDict. On y décompressera alors (en utilisant un outil comme 7-zip) le fichier .tar et le fichier .bz2 pour aboutir avec un sous répertoire qui devrait alors comporter trois fichiers. Les fichiers compressés n'ont alors plus d'utilité et peuvent être effacés.

## Interfaces similaires
GoldenDict (qui lit les dictionnaires sous format DICT) n'est pas le seul logiciel de sa catégorie, on trouve également de nombreuses interfaces fonctionnant selon le même principe. C'est le cas de StarDict et Babiloo (logiciels libres qui lisent les dictionnaires au format DICT, dont la plupart ou même l'intégralité a été convertie au format DICT), de Babylon (logiciel propriétaire ayant une limite d'utilisation gratuite de 30 jours) et d'Everest (gratuit).